# Gelbbauchpitpit
Der Gelbbauchpitpit (Dacnis flaviventer) ist eine Vogelart aus der Familie der Tangaren (Thraupidae), die in Venezuela, Kolumbien, Ecuador, Peru, Bolivien und Brasilien verbreitet ist. Der Bestand wird von der IUCN als nicht gefährdet (Least Concern) eingeschätzt. Die Art gilt als monotypisch.

## Merkmale

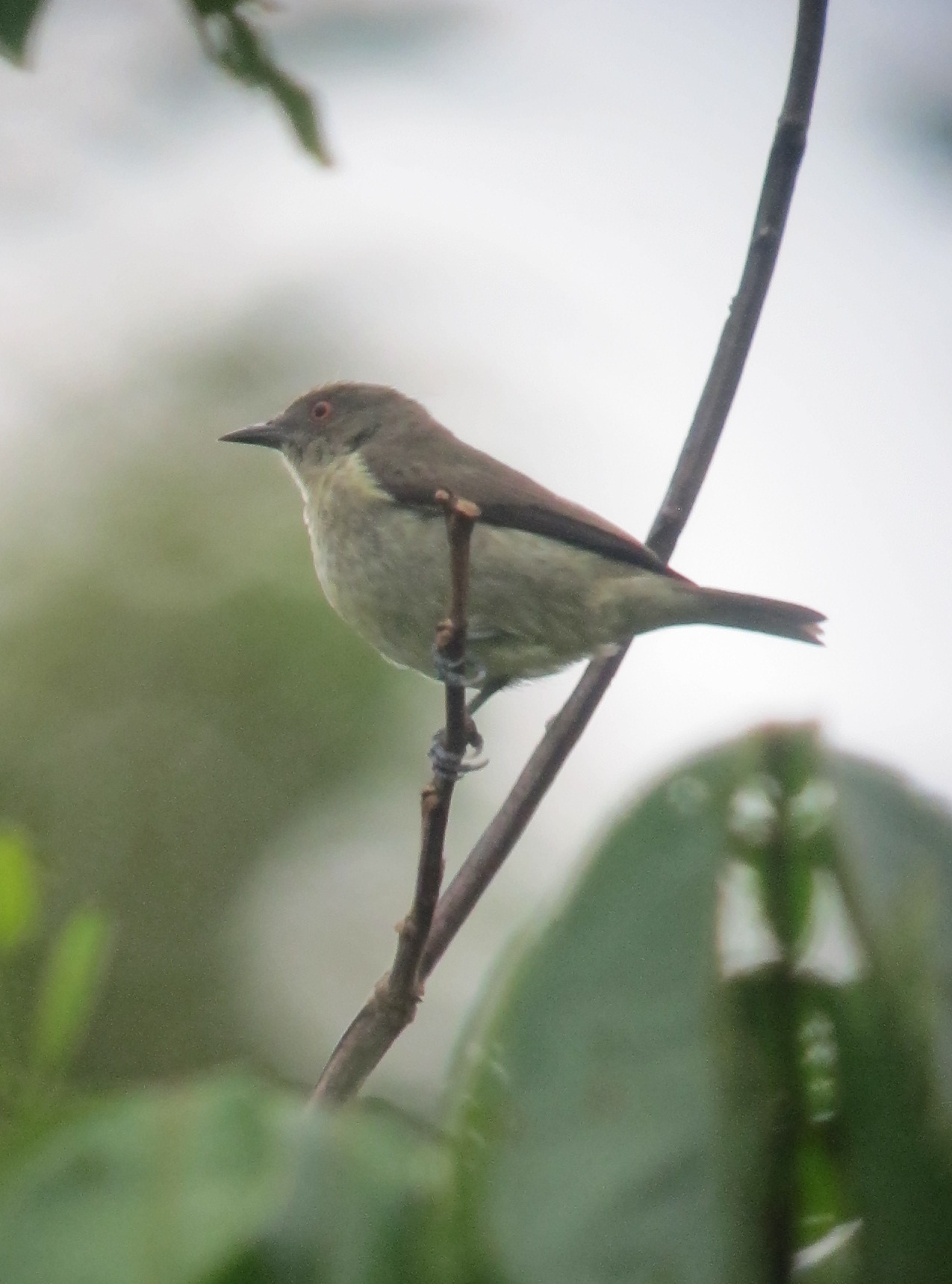
Gelbbauchpitpit ♀

Der Gelbbauchpitpit erreicht eine Körperlänge von etwa 11,0 bis 13,0 cm bei einem Gewicht von ca. 12,0 bis 14,0 g. Der kurze, kegelförmige Schnabel ist schwarz. Die Iris ist gelblich rot bis hellrot bzw. feuerrot und die Beine sind grau bis bleigrau. Das Männchen ist überwiegend gelb und schwarz. Eine schmale schwarze Maske erstreckt sich von der Basis des vorderen Oberkopfes über die Zügel bis zum Nacken und dem Bereich zwischen Nacken und Schulterfedern. Der Oberkopf ist dunkel moosgrün und hebt sich nach hinten vom Vordernacken farblich ab. Der kleine Halsfleck wirkt wie ein tropfenförmiges schwarzes Lätzchen. Der Schwanz, die Oberflügeldecken, die Flugfedern und die Schirmfedern sind alle schwarz. Die Schulterfedern, die Rückenseiten, der Bürzel und die Oberschwanzdecken sind gelb. Das Gelb der Wangen wird an der Nackenseite breiter und die Unterschwanzdecken sind gelb. Sowohl Männchen als auch das Weibchen haben verstreute Streifen, die am stärksten auf der Brust sind und am Bauch schwächer werden. Diese Streifen wirken beim Männchen schwarz und beim Weibchen olivgrün. Das Kleid des Weibchens ist viel schlichter. Der Rücken ist olivbraun, die Flügel und der Schwanz sind dunkler, die Unterseite ist gelblich braun und wird am unteren Bauch und an den Unterschwanzdecken gelber. Das Kleid der Jungtiere ist bisher nicht beschrieben.

## Lautäußerungen
Der Ruf des Gelbbauchpitpits beinhaltet kurze hohe zit- bzw. sip-Laute sowie schwirrende, tief ansteigende tsirrit oder tschiu-Töne. Die Alarmrufe sind kurz, undeutlich und werden im Abstand von 6 bis 7 Sekunden geäußert. Der Gesang wurde als ein scharfes und hohes wiu-zii sowie eine Reihe von p'tsiiep-Tönen im Abstand von 3 bis 4 Sekunden beschrieben.

## Fortpflanzung
Beide Geschlechter füttern die Nestlinge. Die Brutsaison des Gelbbauchpitpits ist in der Trockensaison und zieht sich eventuell bis ans Ende der Regensaison. Im Westen des Departamento del Caquetá wurde im Juni ein Pärchen in Brutstimmung beobachtet. Im Dezember 2006 wurde im Nordosten Ecuadors in einer Höhenlage von 1125 Meter ein Nest mit zwei gut entwickelten Nestlingen entdeckt. Dabei wurde ein Pärchen beobachtet, das diese in schnellen Abständen fütterte. Nach ca. drei Wochen war das Nest verlassen. Das Nest befand sich 6,5 Meter über dem Boden in einem sieben Meter hohen Lorbeergewächse-Baum. Es war eingebettet und sehr versteckt in einer Riemenblumengewächse-Mistel. Das Nest hat die Form eines leicht länglichen, offenen Kelchs. Die Außenmaße betrugen 61,3 mm mal 70,4 mm im Durchmesser und 38,9 mm in der Höhe. Die Innenmaße betrugen 45,2 mm mal 53,7 mm im Durchmesser und es war 30,1 mm tief. Das Nest war spärlich gebaut, mit Spinnenseide befestigt und war außen mit achtzehn Stücken des weinartigen Farns der Gattung Microgramma verziert und wurde von einem der Äste des Hauptbaums zusammen mit vier Mistelzweigen getragen. Die Auskleidung des Kelchs bestand aus locker gewebten, dünnen, biegsamen Wurzeln, getrocknetem Gras und Moos.

## Verhalten und Ernährung
Der Gelbbauchpitpit ist ein Allesfresser, der in den Baumkronen lebt und sich von kleinen Früchten, kleinen Insekten und Nektar ernährt. Er wird regelmäßig dabei beobachtet, wie er Nektar von den Blüten der Langfäden-Rebe aufnimmt. Außerdem sucht er gerne blühende Bäume entlang von Rändern wie z. B. Seeufern auf. Bei Untersuchungen von neun Mageninhalten fand man in zwei vegetarische Komponenten, sechs mit tierischem Material und in einem fand man beide Komponenten. So fand man Früchte, Beeren, Gleichflügler und Schmetterlings-Larven. Er gilt als baumlebender Insekten- und Fruchtfresser, der die Straten der mittleren bis oberen Baumkronen im Innenbereich bewohnt. Es wurde beobachtet, wie er Insekten in 15 Meter Höhe an Blättern sammelte. Der Gelbbauchpitpit kann regelmäßig alleine, in Pärchen oder gelegentlich in Gruppen von zehn bis fünfzehn Individuen unterwegs sein. Meist ist er alleine unterwegs, wurde aber auch in Gemeinschaft mit anderen Tangaren inklusive der Gattung der Schillertangaren beobachtet. Er gilt in der Regel als sehr aktiv, sitzt aber auch, wie andere Mitglieder der Gattung Dacnis, gerne einige Minuten lang ruhig auf hohen offenen Zweigen. Bei der Nahrungssuche ist er oft an fruchttragenden Bäumen gelegentlich mit Schwärmen von unterschiedlichen Arten zu beobachten. In Gesellschaft mit dem Gelbbauchpitpit wurden Maskenpitpit (Dacnis lineata), Blaukopfpitpit (Dacnis cayana), Weißbauchpitpit (Dacnis albiventris), Feuerhaubewohntbentangare (Tachyphonus cristatus), Siebenfarbentangare (Tangara chilensis), Goldbrusttangare (Tangara schrankii) und Türkistangare (Tangara mexicana) beobachtet. In Brasilien scheint er mit dem Maskenpitpit in Verbindung zu sein.

## Verbreitung und Lebensraum

Verbreitungsgebiet des Gelbbauchpitpits

Der Gelbbauchpitpit bevorzugt überschwemmten tropischen immergrünen Wald und die Ränder des tropischen immergrünen Tieflandwaldes. Normalerweise wird er in saisonal überschwemmten Wäldern im Tiefland gesichtet, zu denen Igapó- und Várzea-Wälder gehören. Vermutlich ist er besonders häufig in Várzea-Wäldern und auf Flussinseln anzutreffen. Oft findet man ihn in Lebensräumen mit früher und mittlere Sukzession, wie beispielsweise an Fluss- und Seeufern, oder in Lichtungen im Wald bzw. Lücken in Landstrichen. Weitere natürliche Lebensräume dieser Art sind feuchte Wälder mit festem Boden mit Palmen, aufstrebenden Kronen oder mit Guadua-Bambusbeständen, bewaldete Terra Firme, Savannenwälder, dichter submontaner Regenwald, offener Schwemmland-Regenwald, im Ökoton von verschiedenen Waldtypen wie dem Yunga-Wald und sogar in den baumlosen Grasebenen wie Llanos im Osten Kolumbiens. Untersuchungen entlang des südlichen Amazonasgebiets in unterschiedlich großen Waldfragmenten ergaben, dass er von Primärwäldern abhängig ist, doch wurde er auch aus einer Vielzahl von gestörten Lebensräumen gemeldet, wie z. B. aus kultivierten Feldern, die in Wälder zurückverwandelt wurden, aus Waldfragmenten, Sekundärwäldern, Lichtungen in der Nähe von Wäldern sowie aus Landschafts- und Kulturflächen. Hier bewegt er sich in den oberen Straten.

## Etymologie und Forschungsgeschichte

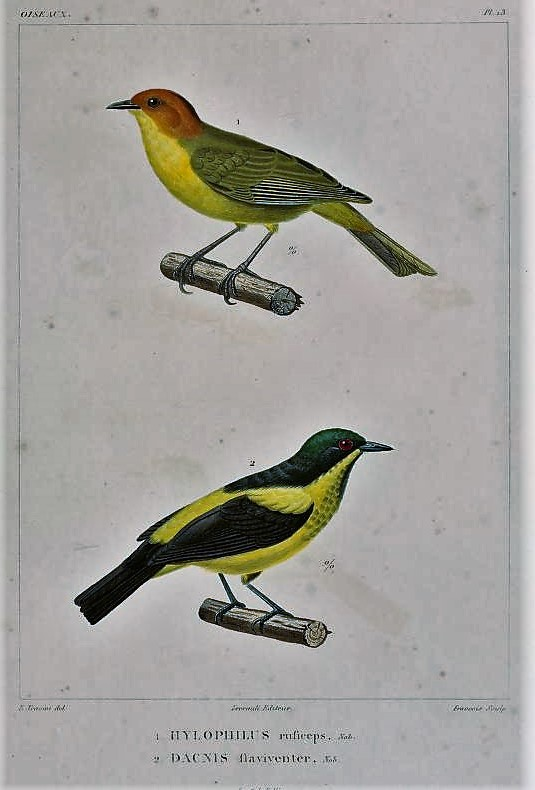
Illustration Goldkappentangare & Gelbbauchpitpit von Édouard Traviès als Teil der Erstbeschreibung

Die Erstbeschreibung des Gelbbauchpitpits erfolgte 1836 durch Alcide Dessalines d’Orbigny in Form einer Tafel unter dem wissenschaftlichen Namen Dacnis flaviventer. Der Illustrator der Tafel war Édouard Traviès. Oft wird d’Orbigny & Lafresnaye Frédéric de Lafresnaye, 1837 als  Erstbeschreiber genannt, doch erschien die Tafel am 19. Dezember 1836 als Teil der Lieferung 19 und der Text in Synopsis Avium erst am 28. Februar 1837. Als Fundort gaben sie das Gebiet der Yuracaré an. 1816 führte Georges Cuvier die neue Gattung Dacnis für die Pit-Pits von Georges-Louis Leclerc de Buffon ein. Dieses Wort leitet sich vom griechischen »daknis δακνις« für einen nicht identifizierten Vogel aus Ägypten ab, den Hesychios von Alexandria und Sextus Pompeius Festus erwähnten. Der Artname flaviventer ist ein lateinisches Wortgebilde aus »flavus« für »gelb, goldengelb« und »venter, ventris« für »Bauch«. Im Jahr 2010 beschrieb Rolf Grantsau eine neue Unterart unter dem Namen Dacnis flaviventer orientalis aus Amapá, die etwas kleiner und heller in der Färbung sein soll. Der Fleck an der Kehle scheint etwas kleiner. Allerdings erfordert die Anerkennung der Unterart weitere objektive morphologische und molekularbiologische Untersuchungen. Orientalis ist lateinischen Ursprungs und bedeutet »östlich«.